# Waguininho
Wagner da Silva Souza, meglio noto come Waguininho (Cubatão, 30 gennaio 1990), è un calciatore brasiliano, attaccante del Grêmio Novorizontino.

## Carriera
Ha giocato nella seconda divisione brasiliana e nella massima serie sudcoreana.

## Palmarès

### Club

#### Competizioni nazionali
- Campeonato Brasileiro Série B: 1

Cruzeiro: 2022

### Individuale
- Capocannoniere del Campionato Catarinense: 1

2023 (5 reti)